# Maria, Abadessa de Quedlimburgo
Maria de Saxe-Weimar (Weimar, 7 de outubro de 1571 — Halle, 7 de março de 1610) foi princesa-abadessa de Quedlimburgo entre 1601 e a sua morte.

## Vida
Nascida em Weimar, Maria era a única filha de João Guilherme, Duque de Saxe-Weimar, e da condessa Doroteia Susana do Palatinado-Simmern.
A princesa-abadessa Ana III de Quedlimburgo morreu a 12 de Maio de 1601. A responsável da congregassão tinha morrido de peste e não tinha sido substituída e foi o irmão de Maria, Frederico Guilherme I, Duque de Saxe-Weimar, que era o guardião da abadia, que sugeriu o nome de Maria para a substituir. O sacro-imperador Rudolfo II confirmou a eleição a 2 de Julho.
O reinado de Maria foi calmo. A princesa não quis enfrentar os protectores da Abadia, os duquesa da Saxónia, o que levou a uma diminuição da sua autoridade temporal. Morreu subitamente em Halle, Saxe-Anhalt, quando estava a caminho de Dresden, e foi enterrada em Quedlimburgo. Foi sucedida pela princesa Doroteia da Saxónia.

## Genealogia
| Maria, Abadessa de Quedlimburgo | Pai: João Guilherme, Duque de Saxe-Weimar  | Avô paterno: João Frederico I, Eleitor da Saxônia | Bisavô paterno: João, Eleitor da Saxónia                   |
| Maria, Abadessa de Quedlimburgo | Pai: João Guilherme, Duque de Saxe-Weimar  | Avô paterno: João Frederico I, Eleitor da Saxônia | Bisavó paterna: Sofia de Mecklemburgo                      |
| Maria, Abadessa de Quedlimburgo | Pai: João Guilherme, Duque de Saxe-Weimar  | Avó paterna: Sibila de Cleves                     | Bisavô paterno: João III, Duque de Cleves                  |
| Maria, Abadessa de Quedlimburgo | Pai: João Guilherme, Duque de Saxe-Weimar  | Avó paterna: Sibila de Cleves                     | Bisavó paterna: Maria de Jülich-Berg                       |
| Maria, Abadessa de Quedlimburgo | Mãe: Doroteia Susana do Palatinado-Simmern | Avô materno: Frederico III, Eleitor Palatino      | Bisavô materno: João II, Conde Palatino de Simmern         |
| Maria, Abadessa de Quedlimburgo | Mãe: Doroteia Susana do Palatinado-Simmern | Avô materno: Frederico III, Eleitor Palatino      | Bisavó materna: Beatriz de Baden                           |
| Maria, Abadessa de Quedlimburgo | Mãe: Doroteia Susana do Palatinado-Simmern | Avó materna: Maria de Brandemburgo-Kulmbach       | Bisavô materno: Casimiro, Marquês de Brandemburgo-Bayreuth |
| Maria, Abadessa de Quedlimburgo | Mãe: Doroteia Susana do Palatinado-Simmern | Avó materna: Maria de Brandemburgo-Kulmbach       | Bisavó materna: Susana da Baviera                          |